# Лангесунн
Лангесунн (норв. Langesund) — административный центр коммуны Бамбле провинции (фюльке) Телемарк, Норвегия.

## Название
Значение названия города «длинный фьорд».

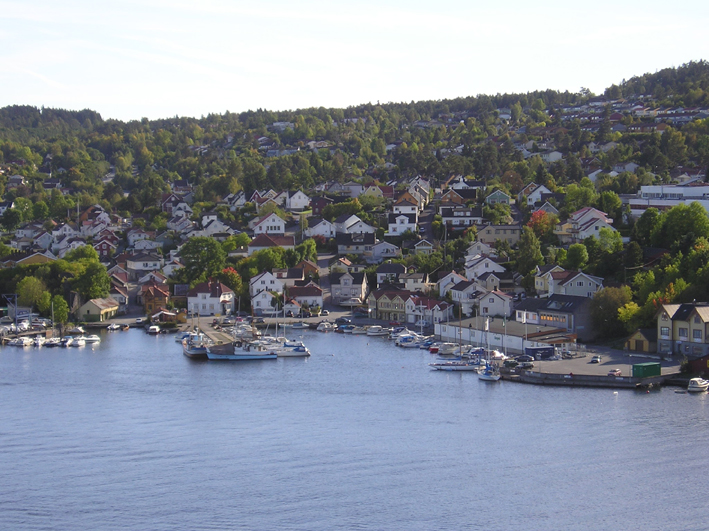
Лангесунн

## Достопримечательности
Лангесунн — один из самых востребованных среди туристов городов Норвегии, прежде всего, благодаря большому количеству солнечных дней в году.
Во время пребывания в городе посетите церковь Лангесунна, а также остатки старой крепости на самом конце полуострова Лангесунн. Она была возведена немцами во время второй мировой войны, впоследствии же использовалась Норвежской Береговой Артиллерией и отрядами местной обороны вплоть до 1993 года.
Другая городская достопримечательность — маяк Langøytangen fyr на отдельном островке рядом с Лангесунном.
А на известной и за пределами города концертной площадке Wrightegaarden каждые выходные на протяжении всего лета дают концерты популярные норвежские музыкальные группы, в том числе и всемирно известная группа A-ha. Из зарубежных исполнителей здесь выступали сам Элтон Джон и Боб Дилан.

## В городе родились
Атле Селберг (норв. Atle Selberg, 14 июня 1917 — 6 августа 2007) — норвежский математик, известный своими работами в области аналитической теории чисел и теории автоморфных функций.